# Самутпракан (провінція)
Самутпрака́н (з тайськ. สมุทรปราการ; із санскриту — морська фортеця) — провінція (чангват) в Центральному регіоні Таїланду. На заході та півночі межує з метрополією Бангкока, на сході — з провінцією Чаченгсау.
Адміністративний центр — місто Самутпракан. Губернатор — Ануват Метхівібунвут, з листопада 2006 року.
Площа провінції становить 1 004,1 км², — 70 місце серед усіх провінцій Таїланду.
Населення становить 1 126 485 осіб (2007), — 18 місце в країні.
Провінція розташована в гирлі річки Чаопхрая (народна назва провінції — Пакнам — з тайської мови означає гирло річки) та на узбережжі Сіамської затоки. Довжина берегової лінії — 47,2 км. Західний берег заселений менше, тут поширено рисосіяння, розведення креветок, мангрові ліси. Східний берег являє собою частину агломерації Бангкока, він більш економічно розвинений. Неподалік міста Бангпхлі в 2006 році був збудований новий міжнародний аеропорт столиці — Суварнабхумі.
Провінція була утворена в період існування держави Аюттхая, столицею якої було сучасне місто Пхрапраденг. Це була велика сіамська фортеця з ровами та високими стінами. В 1819 року король Рама II переніс столицю до міста Самутпракан, де було зведено 8 укріплених фортець. Нині лишилось тільки 2 — Пхісуасамут та Пхрачулачомклао.

## Туристичні місця

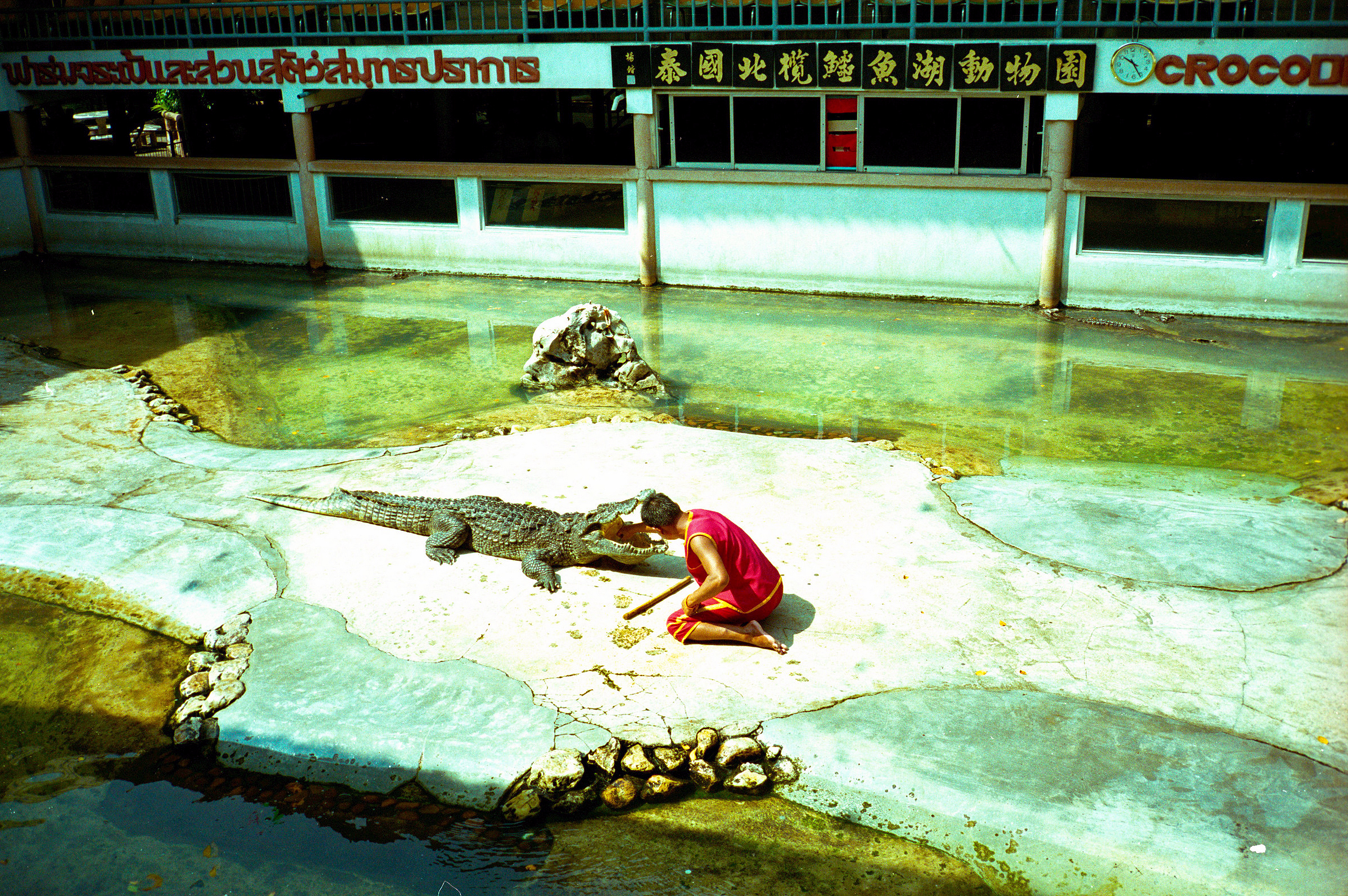
Крокодиляча ферма

- За 12 км на схід від адміністративного центру знаходиться природний заповідник Бангпу, де охороняються птахи. Це популярне місце бангкокців, де можна погодувати зимових птахів. Парк управляється спільно з Королівською Тайською армією та Всесвітнім фондом дикої природи, і був офіційно заснований на честь 72-річчя королеви Сірікіт в 2004 році.

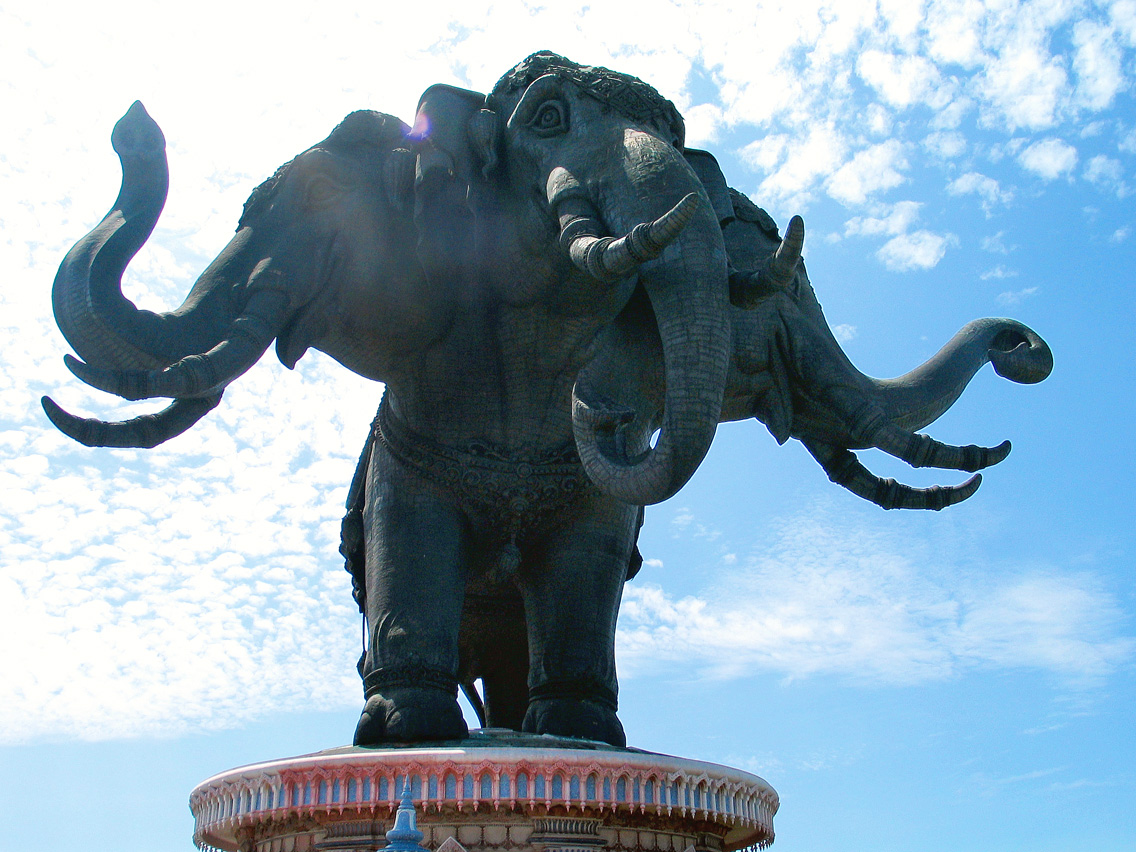
Музей Ераван

- В форті Чулачомклао розміщений корабель Королівської Тайської армії Меклонг, названий на честь однойменної річки.
- Неподалік адміністративного центру розміщений парк Муенгборан (Стародавнє місто), де створено мініатюрні копії всіх історичних будівель Таїланду.
- Крокодиляча ферма та зоопарк, який вміщує найбільшу кількість крокодилів у світі, що знаходяться в неволі.
- В місті Бангпхлі щорічно, у жовтні, проводиться фестиваль Квітки лотоса (Рапбуа).

## Адміністративний поділ

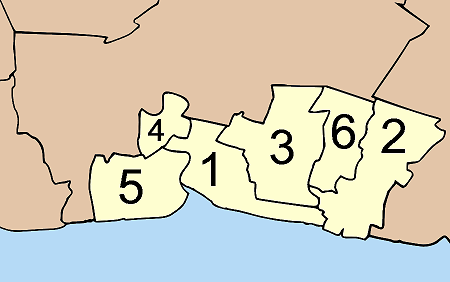
Райони

Провінція поділяється на 6 районів (ампхе), що своєю чергою поділяються на 50 субрайонів (тамбон). Субрайони мають у своєму складі 396 поселень (мубан). Провінція має 1 місто (тхесабан-накхон), 3 містечка (тхесабан-муенг) та 13 міських селищ (тхесабан-тамбон).
| № | Район       | Площа, км² | Населення, осіб | № | Район         | Площа, км² | Населення, осіб |
| - | ----------- | ---------- | --------------- | - | ------------- | ---------- | --------------- |
| 1 | Самутпракан | 190,5      | 460 141         | 4 | Пхрапраденг   | 73,4       | 207 141         |
| 2 | Бангбо      | 245,0      | 90 226          | 5 | Пхрасамутчеді | 120,4      | 100 022         |
| 3 | Бангпхлі    | 260,0      | 170 681         | 6 | Бангсаотхонг  | 114,8      | 54 843          |